# Lijst van voetbalinterlands Algerije - Ivoorkust (vrouwen)
Deze lijst van voetbalinterlands is een overzicht van alle officiële voetbalinterlands tussen de nationale vrouwenteams van Algerije en Ivoorkust. De landen hebben tot nu toe vier keer tegen elkaar gespeeld. 

## Wedstrijden
| № | Plaats      | Datum            | Competitie        | Wedstrijd            | Uitslag |
| - | ----------- | ---------------- | ----------------- | -------------------- | ------- |
| 1 | Bologhine   | 30 april 2014    | Vriendschappelijk | Algerije − Ivoorkust | 1 − 3   |
| 2 | Sidi Moussa | 3 mei 2014       | Vriendschappelijk | Algerije − Ivoorkust | 1 − 2   |
| 3 | Abidjan     | 9 november 2018  | Vriendschappelijk | Ivoorkust − Algerije | 2 − 1   |
| 4 | Abidjan     | 11 november 2018 | Vriendschappelijk | Ivoorkust − Algerije | 3 − 0   |

## Samenvatting
| Competitie        | Totaal gespeeld | Winst Algerije | Gelijk | Winst Ivoorkust | Doelsaldo Algerije – Ivoorkust |
| ----------------- | --------------- | -------------- | ------ | --------------- | ------------------------------ |
| Vriendschappelijk | 4               | 0              | 0      | 4               | 3 − 10                         |
| Totaal            | 4               | 0              | 0      | 4               | 3 − 10                         |